# Peperomia rhombilimba
Peperomia rhombilimba är en pepparväxtart som beskrevs av William Trelease. Peperomia rhombilimba ingår i släktet peperomior, och familjen pepparväxter. Inga underarter finns listade i Catalogue of Life.